# Léonie Keingiaert de Gheluvelt
Léonie Keingiaert de Gheluvelt, född 1885, död 1966, var en belgisk politiker.  
Hon var borgmästare i Monkstown 1921-1926.
Hon var den första kvinnan på posten i sitt land. 